# National Association of Professional Base Ball Players
La National Association of Professional Base Ball Players (NAPBBP) fut la première ligue professionnelle de baseball formée aux États-Unis. Créée en 1871, la NAPBBP fut présidé par James W. Kerns (1871) puis Robert V. Ferguson (1872–1875). Cette ligue met fin a ses activités après la saison 1875.

## Histoire
La NAPBBP est fondée le 17 mars 1871 à New York à la suite d'une scission opérée au sein de la National Association of Base Ball Players afin de séparer professionnels et amateurs. Par convention, on considère la NAPBBP comme la première « ligue majeure ».
Le premier match se tient le 4 mai 1871 entre les Fort Wayne Kekiongas et les Cleveland Forest Citys. Les Kekiongas s'imposent 2-0.
La National Association, comme on la surnommait, connait de graves problèmes d'organisation. Le calendrier est aléatoire, la discipline inexistante sur les terrains et dans les tribunes et les parieurs n'hésitent pas à corrompre des joueurs pour s'assurer des paris sans risques. Lors de la dernière saison, treize équipes s'alignent au départ de la saison mais seulement sept bouclent l'ensemble de la saison.
En difficulté financière et sans réelles perspectives d'améliorations, la NAPBBP cesse ses activités après la catastrophique saison 1875, non sans avoir tenté de mettre sur pied une saison 1876 après l'annonce de la création de la Ligue nationale par six anciennes franchises de la National Association. Cette création marque la prise de contrôle des opérations par les propriétaires des franchises ; jusque-là, le jeu et son environnement était encore sous le contrôle des joueurs.
Les joueurs Cap Anson, Candy Cummings, Pud Galvin, Jim O'Rourke, Albert Spalding, George Wright et Harry Wright qui évoluèrent en NAPBBP sont membres du Temple de la renommée du baseball.

## Franchises
La NAPBBP compte neuf franchises en 1871 :
- Philadelphia Athletics (1871–1875)
- Boston Red Stockings (1871–1875)
- Chicago White Stockings (1871 puis 1874–1875)
- New York Mutuals (1871–1875)
- Washington Olympics (1871–1872)
- Troy Haymakers (1871–1872)
- Cleveland Forest Citys (1871–1872)
- Fort Wayne Kekiongas (1871)
- Rockford Forest Citys (1871).

D'autres équipes se joignent à la ligue les saisons suivantes :
- Brooklyn Atlantics (1872–1875)
- Brooklyn Eckfords (1872)
- Baltimore Canaries (1872–1874)
- Middletown Mansfields (1872)
- Washington Nationals (1872; 1875)
- Washington Blue Legs (1873)
- Baltimore Marylands (1873)
- Philadelphia White Stockings (1873-1875)
- Elizabeth Resolutes (1873)
- Hartford Dark Blues (1874–1875)
- Philadelphia Centennials (1875)
- New Haven Elm Citys (1875)
- St. Louis Brown Stockings (1875)
- St. Louis Red Stockings (1875)
- Keokuk Westerns (1875)

## Palmarès
- 1871 : Philadelphia Athletics
- 1872 : Boston Red Stockings
- 1873 : Boston Red Stockings
- 1874 : Boston Red Stockings
- 1875 : Boston Red Stockings